# RKSV Hercules

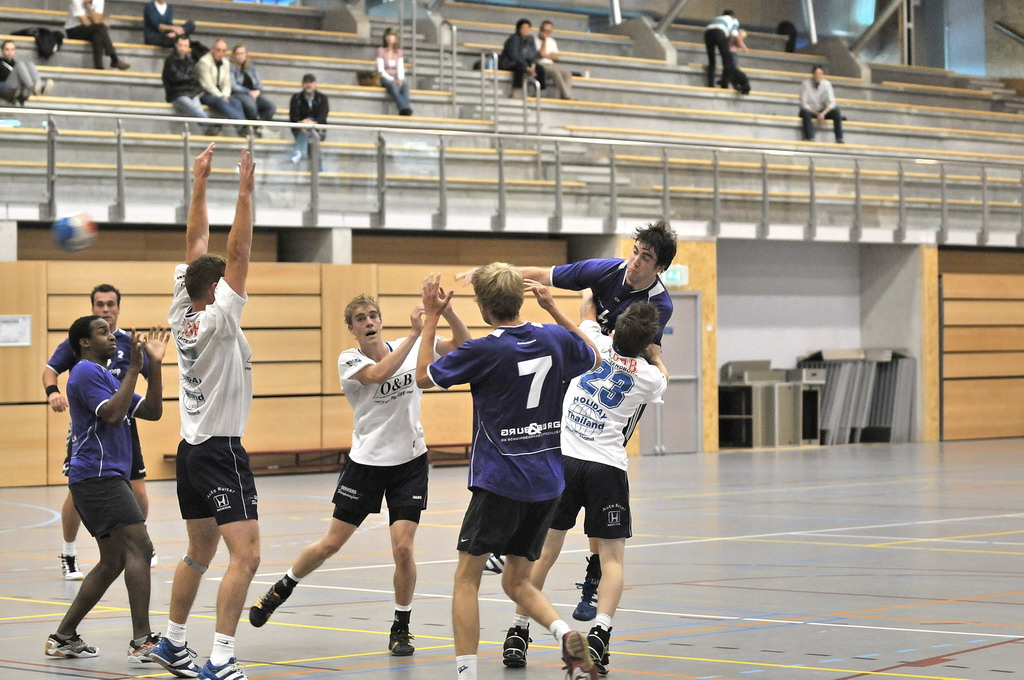
Oefenwedstrijd Gemini (Z) tegen Hercules in 2008.

RKSV Hercules is een handbalvereniging uit Den Haag.

## Geschiedenis
Sinds 1945 werd bij de RKSV Excelsior te Rijswijk gehandbald onder de auspiciën van het Nederlands Handbal Verbond (NHV). Op de beslissing van het toenmalige hoofdbestuur van genoemde vereniging de gehele afdeling handbal over te hevelen naar een andere handbalorganisatie, de Nederlandse Katholieke Sportbond (NKS), verlieten een aantal handballeden de RKSV Excelsior. Deze handballers kwamen op 8 september 1952 in hotel Leeuwendaal bijeen om een handbalvereniging op te richten, die zich vanzelfsprekend aansloot bij het NHV. Die nieuwe club noemde zich Excelsior, handbalvereniging voor katholieken.
Op verzoek van de RKSV Excelsior werd op de jaarvergadering van 1 september 1954 de naam gewijzigd. Op voorstel van Leo Dujardin werd gekozen voor de naam Hercules. Het NHV verleende op 8 november 1954 toestemming voor deze naamswijziging.
Nadat in 1958 een fusie tot stand was gekomen tussen het NHV en de NKS kreeg de handbalvereniging Hercules op 11 september 1958 van de NKS toestemming de naam te wijzigen in RKSV Hercules, de huidige naam.
Hercules heeft vanaf 1955 lange tijd op het Hoornpark in Rijswijk gehandbald. De komst van de wijk Ypenburg bracht hier verandering in en in 1998 ging de club inwonen bij Animo op het Kruisvaarderspark.
De basis van Hercules ligt tegenwoordig in Boswijk met een sporthal voor de zaalwedstrijden, verharde buitenvelden en een eigen kantine.
In 2018 is Hercules met WHC een combinatieteam begonnen onder de naam WHC/Hercules. Het team startte in de eerste divisie en wist meteen in het eerste seizoen te promoveren naar de eredivisie.

## Resultaten
Heren (1995 - heden)
- 1995 5e
Derde divisie G
- 1996 2e
Derde divisie G
- 1997 10e
Tweede divisie C
- 1998
- 1999 6e
Derde divisie G
- 2000 2e
Derde divisie G
- 2001 4e
Tweede divisie C
- 2002 7e
Tweede divisie C
- 2003 1e
Regioklasse C
- 2004 3e
Hoofdklasse B
- 2005 3e
Hoofdklasse B
- 2006 2e
Hoofdklasse B
- 2007 1e
Hoofdklasse B
- 2008 9e
Eerste divisie
- 2009 11e
Eerste divisie
- 2010 3e
Eerste divisie
- 2011 2e
Eerste divisie
- 2012 2e
Eerste divisie
- 2013 9e
Eredivisie
- 2014 1e
Eerste divisie
- 2015 12e
Eredivisie
- 2016 12e
Eredivisie
- 2017 18e
Eredivisie
- 2018 13e
Eerste divisie
- 2019 1e
Eerste divisie
- 2020 13e
Eredivisie
- 2021
Eredivisie
- 2022 7e
Eredivisie
- 2023 8e
Eredivisie
- 2024 3e
Eredivisie

- Eredivisie
- Eerste divisie
- Tweede divisie
- Hoofdklasse

- Sinds 2018 samen met WHC

Dames (2017 - heden)
- 2017 11e
Eerste divisie
- 2018 12e
Eerste divisie
- 2019 11e
Eerste divisie
- 2020 13e
Eerste divisie
- 2021
Eerste divisie

- Eerste divisie

## Erelijst

### Heren
Hercules
| Nationaal      |    |         |
| Eerste divisie | 1x | 2013/14 |
| Hoofdklasse    | 1x | 2005/06 |
| Regioklasse    | 1x | 2002/03 |

WHC-Hercules
| Nationaal      |    |         |
| Eerste divisie | 1x | 2018/19 |